# Systoechus simplex
Systoechus simplex är en tvåvingeart som beskrevs av Friedrich Hermann Loew 1860. Systoechus simplex ingår i släktet Systoechus och familjen svävflugor. Inga underarter finns listade i Catalogue of Life.